# Leptotarsus (Longurio) aspropodus
Leptotarsus (Longurio) aspropodus is een tweevleugelige uit de familie langpootmuggen (Tipulidae). De soort komt voor in het Afrotropisch gebied.